# Гемоглобін (фільм)
Гемоглобін (англ. Bleeders) — канадсько-американський фільм жахів 1997 року.

## Сюжет
У XVII столітті красуня-аристократка Єва Ван Даам і її брат-близнюк стали коханцями. Після заборони на одруження між близькими родичами в Голландії вони тікають на віддалений і відокремлений острів. Багато поколінь сім'ї Ван Даамів створювали союзи між родичами, що призвело до жахливих генетичних мутацій і хвороб. Люди, які жили неподалік, ненавиділи нечестиву сімейку і підпалили замок, щоб знищити його мешканців. Але деяким з Ван Даамів вдалося врятуватися від смерті, сховавшись в підземеллі замку.
В наш час на острів прибуває молода сімейна пара Штраусів. Джон хворий на рідкісну генетичну хворобу крові й намагається відшукати хоч когось зі своїх родичів.

## У ролях
| Актор              | Роль                                  |
| ------------------ | ------------------------------------- |
| Рутгер Гауер       | доктор Марлоу                         |
| Рой Дюпюї          | Джон Штраус                           |
| Джилліан Феррабі   | Єва Ван Даам / її брат / сестра Джона |
| Паскаль Грюзеле    | Вермеєр                               |
| Крістін Леман      | Кетлін Штраус                         |
| Джон Гарольд Кейл  | перевізник                            |
| Джоанна Нойєс      | Бірді Гордон                          |
| Феліція Шульман    | Іоланда                               |
| Жанін Теріо        | Аліса Гордон                          |
| Мішель Брунет      | Рамона                                |
| Девід Дево         | Бен                                   |
| Спенсер Еванс      | Скуакі                                |
| Кармен Ферланд     | місіс Ши                              |
| Лені Паркер        | Лаура                                 |
| Ліза Бронвін Мур   | Тут                                   |
| Джон Данн-Гілл     | Генк Гордон                           |
| Джекі Барроуз      | Лексі                                 |
| Крістофер Хейєрдал | оповідач                              |